# Округ Монтгомери (Пенсилванија)
Округ Монтгомери (енгл. Montgomery County) је округ у америчкој савезној држави Пенсилванија.

## Демографија
По попису из 2010. године број становника је 799.874, што је 49.777 (6,6%) становника више него 2000. године.
| Група             | 2000.           | 2010.           |
| Белци             | 640.019 (85,3%) | 631.784 (79,0%) |
| Афроамериканци    | 55.969 (7,5%)   | 69.351 (8,7%)   |
| Азијати           | 30.191 (4,0%)   | 51.565 (6,4%)   |
| Хиспаноамериканци | 15.300 (2,0%)   | 34.233 (4,3%)   |
| Укупно            | 750.097         | 799.874         |